# عبد الأمير الحصيري
عبد الأمير عبّود مهدي الحُصَيْري (1935 - 2 فبراير 1978) شاعر عراقي. ولد وعاش في النجف. ترك آثارًا شعريّة كثيرة، وقد نظم في جميع البحور الشعرية وله تسعة دواوين منها معلقة بغداد وأنا الشريد وأزهار الدماء وسبات النار وأشرعة الجحيم وكتب للثورة العراقية ومنجزاتها. توفي في بغداد ودفن في النجف. 

## سيرته
ولد عبد الأمير بن عبود بن مهدي الحُصَيْري سنة 1935م/ 1354 هـ في النجف ونشأ به ودخل المدرسة الابتدائية ثم المتوسطة ولم يكمل الدراسة بها. شغفه حب الأدب فقرأ دواوين شعراء العرب، وأرتاد النوادي الأدبية واستفاد منها. غادر النجف إلى بغداد سنة 1959 وسكنها بقية عمره. عمل محررًا في جريدة الوطن لكنه ترك عمله. ثم عيّن سنة 1973 محررًا في القسم الثقافي في مجلة وعي العمال ثم ترك عمله بعد أقل من شهرين، ثم عمل في دائرة الإذاعة والتلفزيون مصححًا لغويًا ما لبث أن ترك عمله ليشارك في تأسيس مؤسسة أقاصي للطباعة والنشر والإعلان، لم يستمر بأعماله هذه وفضل البطالة على العمل. واتخذ من مقاهي بغداد مقرًا دائمًا كلتابة الشعر ومصاحبة الأدباء، والشعراء.
نظم الشعر وأجاد به وكانت له قدرات لغوية جيدة ونفص طويل إلى حد الافراط، وامتاز ببطولاته الشعرية ووظفها في السياق التاريخي، ووظف الاستعارة الشعرية أيضا. كان عضواً في الاتحاد الكتاب العراقيين. تتجلى في شعره ثلاثة ركائز، كما يقول جمال مصطفى مردان في كتابه شعراء من العراق هي البلاغة العربية والمطولات الشعرية والصور الشعرية 
توفي في فندق الكوثر الشعبيّ بالكرخ في 2 فبراير 1978 ودفن في وادي السلام بالنجف. 

## آثاره
من دواوينه الشعرية المطبوعة:
- أزهار الدماء، 1963
- معلقة بغداد، 1962
- سبات النار، 1969
- بيارق الآتين، بالاشتراك مع خالد يوسف، 1969
- أنا الشريد، 1970
- أشرعة الجحيم، 1974
- تموز يبتكر الشمس، 1976
- تشرين يقرع الأجراس،
- مذكرات عروة بن الورد،
- الإمام علي، ملحمة شعرية